# Olof Berghe
Björn Olof Berghe, född 16 april 1966 i Örgryte församling, är en svensk kompositör, manusförfattare och regissör.

## Diskografi

### Singlar
- 2021 – Olof Berghe Quartet – "Late Night Serenade"
- 2022 – Anulaibar (featuring Benjamin Lyche) – "Judy's Carol"
- 2023 – Olof Berghe – "Sommarsväng"

### Album
- 1998 – Anulaibar/Liquorice car – "Among those heroes"[2]

## Filmografi
- 2018 – Skördefest[3]
- 2019 – Der Offizier[4]
- 2021 – Gungfly[5]
- 2023 – Söndagsstek
- 2023 – Kassettmannen
- 2024 – Inget konstigt med det[6]